# Бангладешский Тадж-Махал
Бангладешский Тадж-Махал (Бенгальский : তাজ মহল বাংলাদেশ) является копией оригинального Тадж-Махала (находится в Агре, Индия) расположен в 10 милях к востоку от столицы Бангладеш. Здание было построено за пять лет. Стоимость проекта около $56 миллионов долларов. Ahsanullah Moni, богатый кинорежиссёр из Бангладеш, объявил о своём проекте «Copycat version of Taj Mahal» в декабре 2008 года. Позже в интервью Moni заявлял, что задумал этот проект ещё в 1980, когда посетил оригинальный Тадж-Махал.
Строительство копии раздражало Высокую комиссию Индии. Сначала сообщалось, что Высокая комиссия Индии будет судиться Ahsanullah Moni из-за нарушения авторских прав на 350-летнее здание. Однако, комиссия позже объявила, что копия вряд ли будет конкурировать с оригиналом, ведь для посетителей оригинал остаётся оригиналом.